# Colletoecema magna
Colletoecema magna là một loài thực vật có hoa trong họ Thiến thảo. Loài này được Sonké & Dessein mô tả khoa học đầu tiên năm 2008.